# Pray (［ALEXANDROS］の曲)
『Pray』（プレイ）は、[ALEXANDROS]の楽曲。2019年5月13日にユニバーサルミュージックから1作目の配信限定シングルとしてデジタルリリースされた。

## 概要
自身初の配信限定シングル。CDシングル『Mosquito Bite』からは約10か月振りのリリースである。表題曲「Pray」は、東宝配給映画『ゴジラ キング・オブ・モンスターズ』日本語吹替版主題歌である。

## 収録曲
1. Pray
作詞・作曲：川上洋平 / 編曲：[ALEXANDROS]、蔦谷好位置 / プロデュース：蔦谷好位置、[ALEXANDROS]
  - 東宝配給映画『ゴジラ キング・オブ・モンスターズ』日本語吹替版主題歌。
  - 2021年3月にリリースされたベストアルバム『Where's My History?』には未収録となっており、2023年6月現在もCD化されていない。